# Rio Lambedor
O rio Lambedor é um curso de água do estado de Santa Catarina, no Brasil. Nasce no município de Planalto Alegre e separa os municípios catarinenses de Caxambu do Sul e Guatambu.
Em períodos normais, esse rio tem vazão de aproximadamente 500 mil litros por segundo.